# Organisme enterohemorràgic
Enterohemorràgic són aquells microorganismes que com a part de la seva patogènesi, causen diarrea sanguinolenta i colitis. Encara que molts patògens són enterohemorràgics, la majoria de casos observats són deguts al serotip d'E. coli O157:H7. La soca Escherichia coli O104:H4 es va identificar com la causa del brot d'Escherichia coli O104:H4 a Alemanya. Aquestes soques produeixen verotoxina que posteriorment poden causar una síndrome hemolítica-urèmica.